# Análipsis (ort)
Análipsis (Analipsi) är en ort i Grekland.   Den ligger i prefekturen Messenien och regionen Peloponnesos, i den södra delen av landet, 190 km sydväst om huvudstaden Aten. Análipsis ligger 63 meter över havet och antalet invånare är 408.
Terrängen runt Análipsis är platt åt nordost, men västerut är den kuperad. Havet är nära Análipsis åt sydost.  Närmaste större samhälle är Kalamata, 12,9 km öster om Análipsis. 